# Torpedowce typu Cricket
Torpedowce typu „Cricket” – seria 36 brytyjskich okrętów zbudowanych w latach 1906-1909, pierwsza seria brytyjskich okrętów z kotłami opalanymi olejem napędowym. Początkowo były oficjalnie klasyfikowane jako „kontrtorpedowce przybrzeżne” (coastal destroyers), jeszcze przed wejściem do służby zostały przeklasyfikowane na torpedowce.
Okręty tego typu zostały zaplanowane według ogólnych sugestii Pierwszego Lorda Admiralicji Jacky Fishera, który brał aktywny udział w projektowaniu nowych typów niszczycieli i był zwolennikiem eksperymentowania z wszystkimi nowinkami technicznymi. To właśnie na jego rozkaz „świerszcze” (ang. crickets) otrzymały eksperymentalne wówczas kotły olejowe. Zaprojektowano je wyłącznie do działań przybrzeżnych, ale w praktyce okazało się, że z powodu ich bardzo niskiej wyporności (były mniejsze o połowę od budowanych ówcześnie niszczycieli) i niewielkich rozmiarów, ich niska dzielność morska pozwalała na operacje wyłącznie przy bardzo spokojnym morzu. Łącznie zbudowano 36 jednostek tego typu. Pierwszych dwanaście, zamówionych pod koniec 1905 roku,  otrzymało nazwy owadów: „Cricket”, „Dragonfly”, „Firefly”, „Sandly”, „Spider”, „Gadfly”, „Glowworm”, „Gnat”, „Grasshopper”, „Greenfly”, „Mayfly” i „Moth”. Wkrótce po próbach dwóch pierwszych jednostek „Cricket” i „Dragonfly”, okręty te zostały w 1906 roku przeklasyfikowane na torpedowce pierwszej klasy (torpedo boats first class), co bardziej odpowiadało ich rozmiarom i uzbrojeniu w porównaniu z okrętami zagranicznymi. Otrzymały przy tym zamiast nazw nowe oznaczenia od TB1 do TB12 (skrót od Torpedo Boat). Następne 24 jednostki (12 zamówionych w listopadzie 1906 i 12 we wrześniu 1907) otrzymały tylko oznaczenia od TB13 do TB36.
Wszystkie jednostki tego typu brały udział w I wojnie światowej, z czego stracono pięć jednostek – TB10 (ex. „Greenfly”) wszedł na minę (lub został storpedowany) 10 czerwca 1915 na Morzu Północnym w czasie patrolu z TB12, TB11 (ex. „Mayfly”) zatonął po wejściu na minę 7 marca 1916, TB12 (ex. „Moth”) zatonął na patrolu z TB10, TB13 zatonął 26 stycznia 1916 po kolizji z innym okrętem, TB24 zatonął po wejściu na falochron przy Dover.
Pozostałe jednostki wycofano ze służby i złomowano w latach 1919-1922.